# Сам Пекинпа
Дейвид Самюъл Пекинпа (на английски: David Samuel Peckinpah) е американски режисьор и сценарист. 

## Биография
Роден е на 21 февруари 1925 година във Фресно в заможно семейство. Пекинпа произхождат от Фризийските острови в северозападната част на Европа. И двете страни на семейството на Пекинпа мигрират към американския запад с покрита каруца в средата на 19 век.  Пекинпа и няколко негови роднини често твърдят, че имат индиански произход, но това е отречено от оцелелите членове на семейството.  Прадядото на Пекинпа Райс Пекинпо е търговец и фермер в Индиана, се премества в окръг Хумболт, Калифорния през 1850 г. Той  започва да работи в дърводобивния бизнес, и променя изписването на фамилното име на „Пекинпа“. 
Peckinpah Meadow и Peckinpah Creek, където семейството е управлявало дърводобивна фабрика в планината Сиера Невада източно от Норт Форк, Калифорния, са официално посочени на географските карти на САЩ.  Дядото на Пекинпа по майчина линия е Денвър С. Чърч, животновъд, съдия от Върховния съд и конгресмен на Съединените щати от калифорнийски окръг, включително окръг Фресно. 

### Кариера
Завършва история в Калифорнийския щатски университет – Фресно и театър в Южнокалифорнийския университет, след което работи като театрален режисьор, а от края на 1950-те години също в телевизията и киното. С успешния филм „Дивата орда“ („The Wild Bunch“, 1969) се налага като един от водещите представители на ревизионистичния уестърн.

### Смърт
От 1979 г. до смъртта си Пекинпа живее в хотел „Мъри“ в Ливингстън, Монтана.  Той е сериозно болен през последните си години, но независимо от това, той продължава да работи до последните си месеци. Умира от сърдечна недостатъчност на 59 години на 28 декември 1984 г. в Ингълуд, Калифорния. По това време работи върху сценария за „На скалите“,  планиран независим филм, който ще бъде заснет в Сан Франциско. 

## Филмография
| Година | Филм                                  | Оригинално заглавие                 |
| ------ | ------------------------------------- | ----------------------------------- |
| 1961   | Смъртоносни спътници                  | The Deadly Companions               |
| 1962   | Езда в планините                      | Ride the High Country               |
| 1965   | Майор Дънди                           | Major Dundee                        |
| 1969   | Дивата орда                           | The Wild Bunch                      |
| 1970   | Балада за Кейбъл Хоуг                 | The Ballad of Cable Hogue           |
| 1971   | Сламени кучета                        | Straw Dogs                          |
| 1972   | Джуниър Бонер                         | Junior Bonner                       |
| 1972   | Бягството                             | The Getaway                         |
| 1973   | Пат Гарет и Били Хлапето              | Pat Garrett and Billy the Kid       |
| 1974   | Донесете ми главата на Алфредо Гарсия | Bring Me the Head of Alfredo Garcia |
| 1975   | Елитните убийци                       | The Killer Elite                    |
| 1977   | Желязен кръст                         | Cross of Iron                       |
| 1978   | Конвой                                | Convoy                              |
| 1983   | Уикендът на Остерман                  | The Osterman Weekend                |